# Кусу (ван Пекче)
Кусу (кор. 구수왕, 귀수왕, 仇首王, 貴須王, Gusu-wang, Gwisu-wang, Kusu-wang, Kwisu-wang; пом. 234) — корейський ван, шостий правитель держави Пекче періоду Трьох держав.

## Походження
Був старшим сином вана Чхого. Зайняв трон після смерті батька 214 року. «Самгук Сагі» зазначає, що він був дуже високим і мав надзвичайну силу.

## Правління
216 року Кусу здолав сили племен мохе в замку Садо, а 222 року здобув перемогу над 5-тисячним військом Сілли. Проте «Самгук Сагі» вказує на численні поразки Пекче в боротьбі проти мохе та Сілли, а також на стихійні лиха, що мали місце наприкінці правління Кусу.
У «Самгук Сагі» зафіксовано такі основні події періоду правління вана Кусу:
- восени 216 року племена мохе оточили фортецю Джеокхейон. Однак місцевий володар відбив той напад і змусив мохе відступити. Ван особисто очолив загін, що переслідував нападників, наздогнавши їх та завдавши нищівної поразки біля фортеці Садо;
- навесні 217 року навколо фортеці Садо було збудовано подвійне укріплення, для охорони якого було відряджено вояків з Джеокхейону;
- 218 року ван Кусу наказав своїм військам оточити сіллійську фортецю Янгсан. Однак правитель Сілли, Нехае, особисто очолив свою армію та завдав поразки силам Пекче;
- влітку 221 року східну частину країни накрило зливами, що призвело до гірських обвалів на сорока ділянках. В останній день шостого місяця того ж року відбулось сонячне затемнення. Восени ван наказав проінспектувати території на захід від річки Хан;
- навесні 222 року Кусу наказав провести ремонт дамб і насипів. Трохи згодом ван оголосив про заохочення сільськогосподарського виробництва. Влітку того ж року в столиці пройшов рибний дощ. Узимку була організована військова експедиція проти Сілли, яка попри вдалий для Пекче початок, зрештою зазнала нищівної поразки. В останній день одинадцятого місяця відбулось сонячне затемнення;
- восени 224 року відбулось вторгнення військ Сілли до меж Пекче. Війська Кусу намагались контратакувати біля гори Бонгсан, та не змогли відбити напад. Узимку на небі було видно Венеру;
- влітку 227 року Пекче спіткала велика посуха. Ван молився, й пішов дощ;
- взимку 229 року мохе підступили до фортеці Укок та викрали багатьох людей. Кусу відрядив загін проти нападників, але він зазнав поразки;
- влітку 231 року пройшов крупний град, що побив навіть деяких птахів;
- 234 року ван помер.

## Спадкування
Після смерті Кусу престол ненадовго зайняв його старший син Сабан. Однак невдовзі його повалив Кой, молодший брат Чхого, як зазначає «Самгук Сагі», натомість сучасна історіографія вважає, що він був представником родини-суперника, що претендувала на владу в країні. Другий син Кусу, Пірю, став 11-м ваном Пекче.